# Romașka, Cernivți
Romașka (în ucraineană Ромашка) este un sat în comuna Mazurivka din raionul Cernivți, regiunea Vinnița, Ucraina.

## Demografie
Componența lingvistică a localității Romașka
     Ucraineană (100%)
Conform recensământului din 2001, toată populația localității Romașka era vorbitoare de ucraineană (100%).